# 愛爾蘭西鯡
愛爾蘭西鯡為輻鰭魚綱鲱形目鲱科的其中一種，被IUCN極危保育類動物，分布於愛爾蘭淡水水域，體長可達20公分，棲息在河川、湖泊，因水質優養化備受威脅。

## 擴展閱讀
維基物種上的相關：愛爾蘭西鯡